# William Libbey
William A. Libbey III (født 27. marts 1855 i Jersey City, død 6. september 1927 i Princeton) var en amerikansk skytte som deltog i OL 1912 i Stockholm.
Libbey vandt han en sølvmedalje i skydning under OL 1912 i Stockholm. Han kom på en andenplads i holdkonkurrencen i Enkelt skud, løbende hjort. De andre på holdet var Walter Winans, William Leushner og William McDonnell.